# Celeus castaneus
Celeus castaneus là một loài chim trong họ Picidae.
Loài chim này được tìm thấy ở Belize, Costa Rica, Guatemala, Honduras, Mexico, Nicaragua, và Panama.